# 方芾林
方芾林（?—?），安徽省鳳陽府定遠縣人，清朝政治人物、同進士出身。
光緒九年（1883年），参加癸未科殿試，登進士三甲174名。同年五月，著以內閣中書。